# Эми (фильм)
«Эми» (англ. Amy) — британский документальный фильм Асифа Кападия о певице Эми Уайнхаус, премьера которого состоялась на кинофестивале «Санденс»-2015, а на телевидении — 4 мая 2015 года на канале HBO.

## Сюжет
Фильм о жизни певицы Эми Уайнхаус, голос которой стал одним из самых узнаваемых в мире.

## Награды и номинации
- Премия «Оскар» за лучший документальный полнометражный фильм (Азиф Кападиа и Джеймс Гей-Рис)[5][6].
- Премия BAFTA за лучший документальный фильм (Азиф Кападиа, Джеймс Гей-Рис)[7]
- Номинация на премию BAFTA за лучший британский фильм года (Азиф Кападиа, Джеймс Гей-Рис)[7]
- Премия «Спутник» за лучший документальный фильм[8].
- Премия Европейской киноакадемии за лучший документальный фильм (Азиф Кападиа)[9].
- Премия «Империя» за лучший документальный фильм[10]
- Премия MTV Movie Awards за лучший документальный фильм[11]